# Marcello Giorda
Marcello Giorda (Roma, 16 gennaio 1890 – Roma, 21 aprile 1960) è stato un attore italiano.

## Biografia
Nato a Roma nel 1890, fa il suo esordio nel mondo dello spettacolo come cantante lirico, per rivolgersi subito dopo al mondo della prosa teatrale. Debutta infatti come attor giovane nella compagnia di Ermete Novelli, per recitare poi a fianco di Amedeo Chiantoni e Antonio Gandusio.

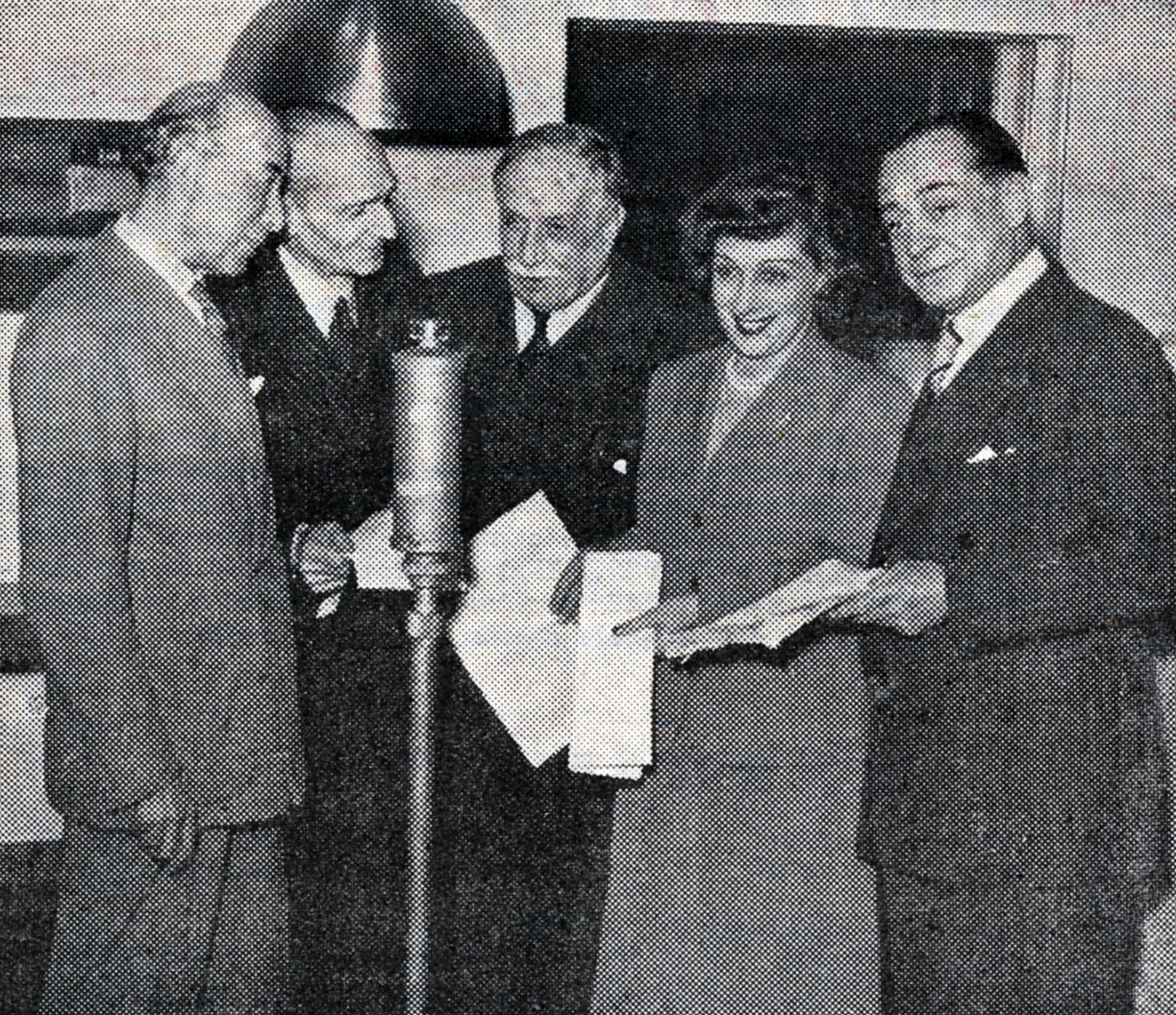
A Radio Monteceneri Romano Calò, Lucio Ridenti, Renato Simoni, Andreina Pagnani, Marcello Giorda nel 1950

Negli anni venti è sul palcoscenico con Annibale Betrone e Alda Borelli, per diventare titolare della Compagnia Capodaglio, Campa, Giorda, sino ai primi anni trenta, dove recita con Emma Gramatica, poi con Olga Solbelli, in una serie di spettacoli gialli.
Il debutto nel mondo del cinema lo vede impegnato ai tempi del muto in alcune pellicole minori, sino al suo primo film sonoro diretto da Giovacchino Forzano, nella pellicola Campo di maggio del 1935.
Alla fine degli anni trenta l'EIAR gli offre la possibilità di lavorare in alcune commedie radiofoniche, attività che prosegue anche nel dopoguerra in forma saltuaria.
Più importante la sua attività nella prosa televisiva Rai, che lo vede impegnato sin dall'inizio delle trasmissioni regolari del 1954.
Muore nel 1960; era sposato con l'attrice Maria Pia Benvenuti.

## Filmografia
- Turbine rosso, regia di Oreste Gherardini (1916)
- Notte di tempesta, regia di Guglielmo Zorzi (1916)
- Mister Wu (1920)
- Il principe idiota, regia di Eugenio Perego (1920)
- Campo di maggio, regia di Giovacchino Forzano (1935)
- L'albero di Adamo, regia di Mario Bonnard (1936)
- I due misantropi, regia di Amleto Palermi (1937)
- Scipione l'Africano, regia di Carmine Gallone (1937)
- Gli ultimi giorni di Pompeo, regia di Mario Mattoli (1937)
- Don Pasquale, regia di Camillo Mastrocinque (1940)
- Beatrice Cenci, regia di Guido Brignone (1941)
- Fra Diavolo, regia di Luigi Zampa (1942)
- Rita da Cascia, regia di Antonio Leonviola (1943)
- Il nemico, regia di Guglielmo Giannini (1943)
- L'angelo bianco, regia di Giulio Antamoro, Federico Sinibaldi ed Ettore Giannini (1943)
- Torna a Sorrento, regia di Carlo Ludovico Bragaglia (1945)
- Albergo Luna, camera 34, regia di Carlo Ludovico Bragaglia (1946)
- Rigoletto, regia di Carmine Gallone (1946)
- L'apocalisse, regia di Giuseppe Maria Scotese (1947)
- Il fabbro del convento, regia di Max Calandri (1947)
- La monaca di Monza, regia di Renato Pacini (1947)
- Rocambole, regia di Jacques de Baroncelli (1947)
- Gli uomini sono nemici, regia di Ettore Giannini (1948)
- La mano della morta, regia di Carlo Campogalliani (1949)
- Lorenzaccio, regia di Renato Pacini (1951)
- Ha da venì... don Calogero, regia di Vittorio Vassarotti (1951)
- Il tallone d'Achille, regia di Mario Amendola e Ruggero Maccari (1952)
- Processo contro ignoti, regia di Guido Brignone (1952)
- I figli non si vendono, regia di Mario Bonnard (1952)
- Traviata '53, regia di Vittorio Cottafavi (1953)
- Il prigioniero del re, regia di Giorgio Rivalta (1954)
- La campana di San Giusto, regia di Mario Amendola e Ruggero Maccari (1954)
- Una parigina a Roma, regia di Erich Kobler (1954)
- Il grande addio, regia di Renato Polselli (1954)
- Un americano a Roma, regia di Steno (1954)
- Il seduttore, regia di Franco Rossi (1954)
- Torna piccina mia!, regia di Carlo Campogalliani (1955)
- Il prigioniero della montagna, regia di Luis Trenker (1955)
- Le schiave di Cartagine, regia di Guido Brignone (1956)
- Mi permette babbo!, regia di Mario Bonnard (1956)
- La donna del giorno, regia di Citto Maselli (1956)
- Il marito, regia di Nanni Loy e Gianni Puccini (1958)
- Brevi amori a Palma di Majorca, regia di Giorgio Bianchi (1959)
- La grande guerra, regia di Mario Monicelli (1959)
- La legge, regia di Jules Dassin (1959)
- I sicari di Hitler, regia di Ralph Habib (1959)
- Messalina Venere imperatrice, regia di Vittorio Cottafavi (1960)
- I cosacchi, regia di Giorgio Rivalta (1960)

## Prosa teatrale
- La trilogia della villeggiatura, di Carlo Goldoni, regia di Giorgio Strehler, prima al Piccolo Teatro di Milano il 23 maggio 1954.

## Varietà radiofonico Eiar
- Transatlantico, avventura radiofonica musicale di Pippo Barzizza. Felice Montagnini e Tito Petralia, con Marcello Giorda, regia di Alberto Casella, trasmesso il 30 marzo 1937
- La cura musicale, commedia di G. B. Shaw, regia di Alberto Casella, trsmessa il 1 aprile 1937
- Il più forte, commadia di Giuseppe Giacosa, regia di Alberto Casella, trasmessa il 13 giugno 1938

## Prosa radiofonica Rai
- Tutto per bene di Luigi Pirandello, regia di Alberto Casella, trasmessa il 24 ottobre 1942.
- Il ragioniere fantasma radiocommedia a puntate di Age e Flan, regia di Nino Meloni, trasmessa nel marzo e aprile 1946.
- Il babbeo e l'intrigante, operetta musicale napoletana di Michele Sarria, regia di Riccardo Massucci, trasmessa il 20 febbraio 1949.
- Moscaio, di Guelfo Civinini, regia di Claudio Fino, trasmessa il 3 agosto 1949.
- Il venditore di uccelli, tre atti di M. West e L. Hold, musica di Carlo Zeller, trasmessa il 23 aprile 1950
- Fiamme nell'ombra, di Enrico Annibale Butti, regia di Claudio Fino, trasmessa il 22 febbraio 1951
- Una favola di Andersen, adattamento di Antonio Veretti, trasmessa il 10 maggio 1951
- Faust di Wolfgang Goethe, regia di Corrado Pavolini, trasmessa il 14 ottobre 1953.
- L'uragano, di Ostrovskij, regai di Enzo Ferrieri, trasmessa il 11 marzo 1955
- La lunga storia della paura, radiodramma di Luciano Cirri, regia di Vittorio Sermonti, trasmesso il 30 giugno 1956
- Il satiro, di Wolfgang Goethe, regia di Gian Domenico Giagni trasmessa il 8 agosto 1956
- L'augellin Belvedere, commedia di Carlo Gozzi, regia di Vittorio Sermonti, trasmessa il 15 agosto 1961

## Prosa televisiva Rai
- Tristi amori, di Giuseppe Giacosa, regia di Claudio Fino, trasmessa il 1º gennaio 1954.
- La maschera e il volto, di Luigi Chiarelli, regia di Claudio Fino, trasmessa il 28 maggio 1954.
- Romeo e Giulietta, di William Shakespeare, regia di Franco Enriquez, trasmessa il 29 gennaio 1954.
- Il terzo marito, regia di Silverio Blasi, trasmessa il 28 gennaio 1955.
- Zio Vania di Anton Čechov, regia di Silverio Blasi, trasmessa il 11 settembre 1955.